# Avenue du Nord (Erevan)
Pour les articles homonymes, voir Avenue du Nord.
 (février 2024).
Si vous disposez d'ouvrages ou d'articles de référence ou si vous connaissez des sites web de qualité traitant du thème abordé ici, merci de compléter l'article en donnant les références utiles à sa vérifiabilité et en les liant à la section « Notes et références ».
 (février 2024).
L'avenue du Nord (en arménien : Հյուսիսային Պողոտա) est une voie de circulation d'Erevan en Arménie.

## Situation et accès
Cette voie piétonne relie du nord au sud sur 450 mètres la place de la Liberté et l'Opéra à la rue Abovian, près de la place de la République.

## Histoire
L'avenue du Nord avait déjà été pensée par Alexandre Tamanian, architecte des premiers plans de la ville d'Erevan dans les années 1930, mais n'a jamais été mise en œuvre sous l'ère soviétique.
Ce n'est que dix ans après la chute du communisme que la municipalité de la capitale décide le début des travaux de construction de la nouvelle artère.

### Le projet
L'idée de départ est de moderniser le centre-ville de la capitale de l'Arménie en rasant les vieilles maisons en toit de tôle, mais aussi des bâtiments anciens de valeur, afin de les remplacer par des immeubles modernes de bureaux et d'habitations autour d'une avenue piétonnière permettant de relier directement la Place de la République à l'Opéra.
Le projet comprend donc la construction d'une quinzaine de nouveaux immeubles de bureaux et d'habitation, de plusieurs parkings souterrains et de boutiques et restaurants. Chaque immeuble aura une architecture différente mais une même façade traditionnelle en tuf volcanique. L'avenue du Nord sera repérée au loin par une tour de 16 étages édifiée tout au nord, au croisement avec la rue Toumanian.

### Avancée du projet
Une première section, du côté de l'Opéra, est ouverte en mai 2006. L'avenue est ouverte d'un bout à l'autre à la fin du mois de novembre 2007, alors que la grande majorité des immeubles y sont alors encore en construction ou en cours d'achèvement.
Le projet est définitivement achevé en 2008, des travaux de construction d'une petite place au niveau de la rue Abovyan sont achevés en 2009. La crise financière ayant fortement touché le secteur du bâtiment en Arménie, les aménagements intérieurs de la plupart des immeubles de la rue étaient toujours inachevés jusqu'à il y a peu. Depuis, de nombreux locaux ont été aménagés, avec des commerces locaux et internationaux, des restaurants de tout type et des hôtels. Ainsi, à partir de 2014, quasiment tous les emplacements situés au niveau de la rue étaient occupés, au même titre que les appartements, se remplissant peu à peu.
Voici l'évolution de l'avenue du Nord depuis les débuts du projet :
- 2004 : Début de la démolition des anciens bâtiments occupant le site.
- 2005 : Début de la première phase des travaux de gros œuvre côté Opéra.
- 2006 : Début de la seconde phase des travaux côté rue Abovian au sud.
- Mai 2006 : Ouverture de la première section côté Opéra.
- début 2007 : Achèvement des immeubles côté Opéra, jusqu'au croisement avec la rue Terian.
- Novembre 2007 : Ouverture de la totalité de l'avenue.
- fin 2008 : Achèvement de la construction des immeubles et du parking souterrain.
- 2009 : ouverture des premiers commerces.
- 2014 : Changement de pavement, l'ancien étant trop détérioré par plus de 8 ans de travaux. Presque tous les emplacements commerciaux sont occupés.
- 2016 : Achèvement de la reconversion du 1er sous-sol (niveau parking) en un centre commercial souterrain.

L'avenue du Nord est donc devenue une artère très dynamique, où l'activité est plus importante durant les soirées estivales.

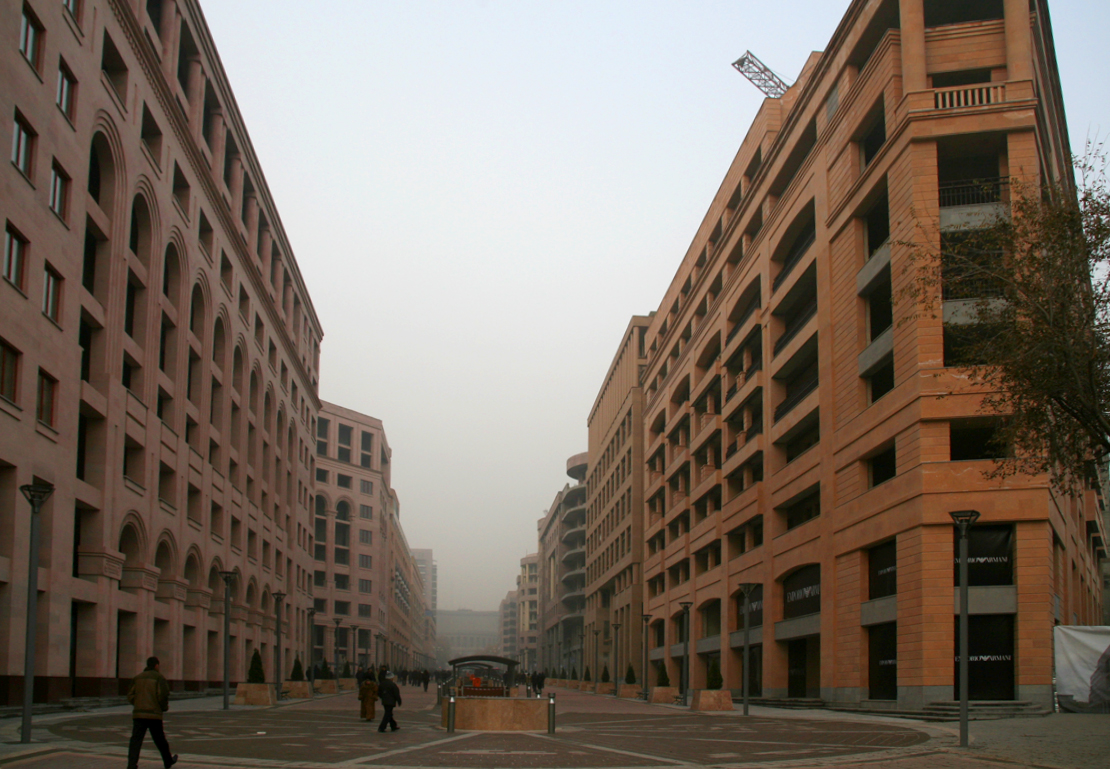
Vue générale - décembre 2007
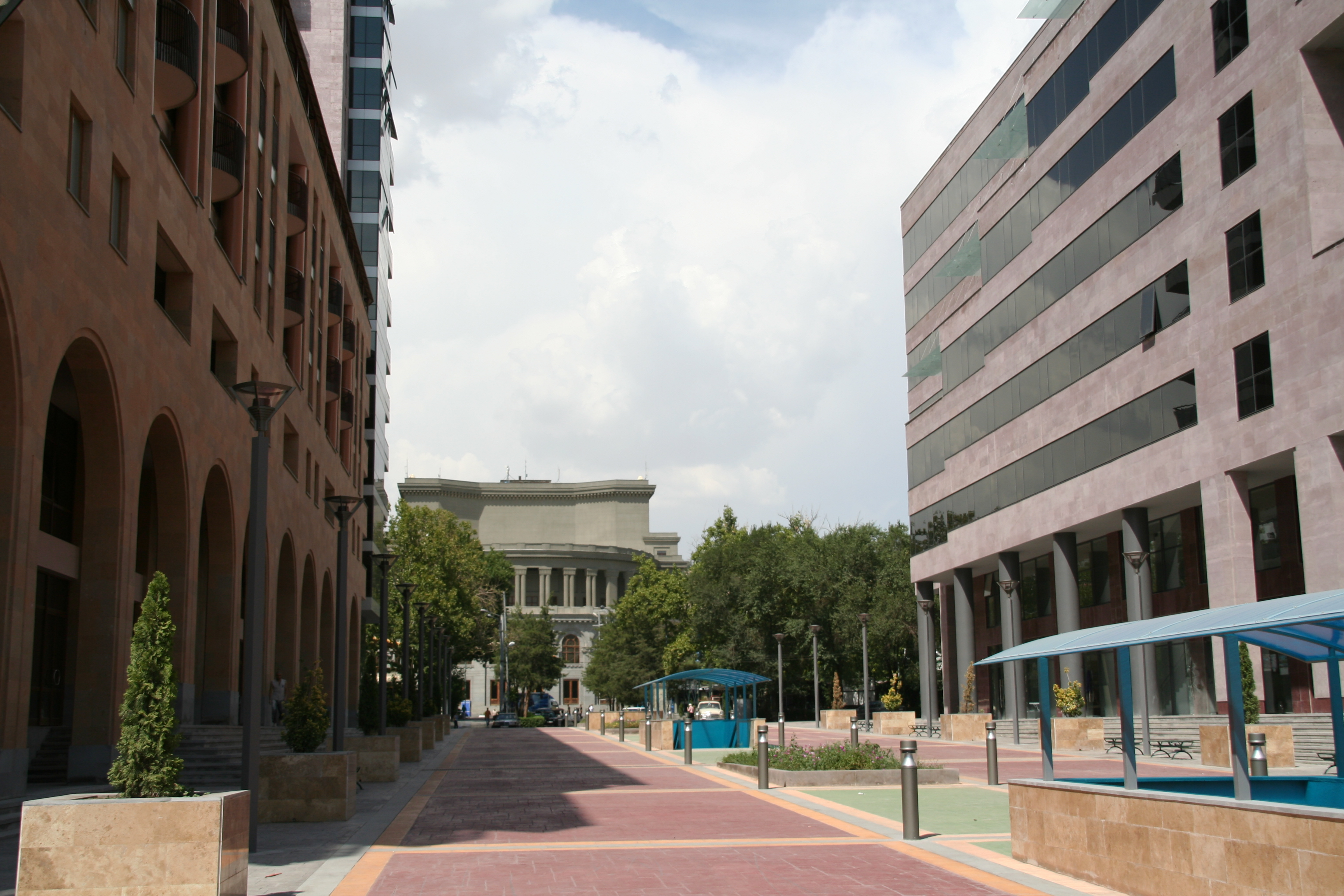
Première section ouverte - août 2006.
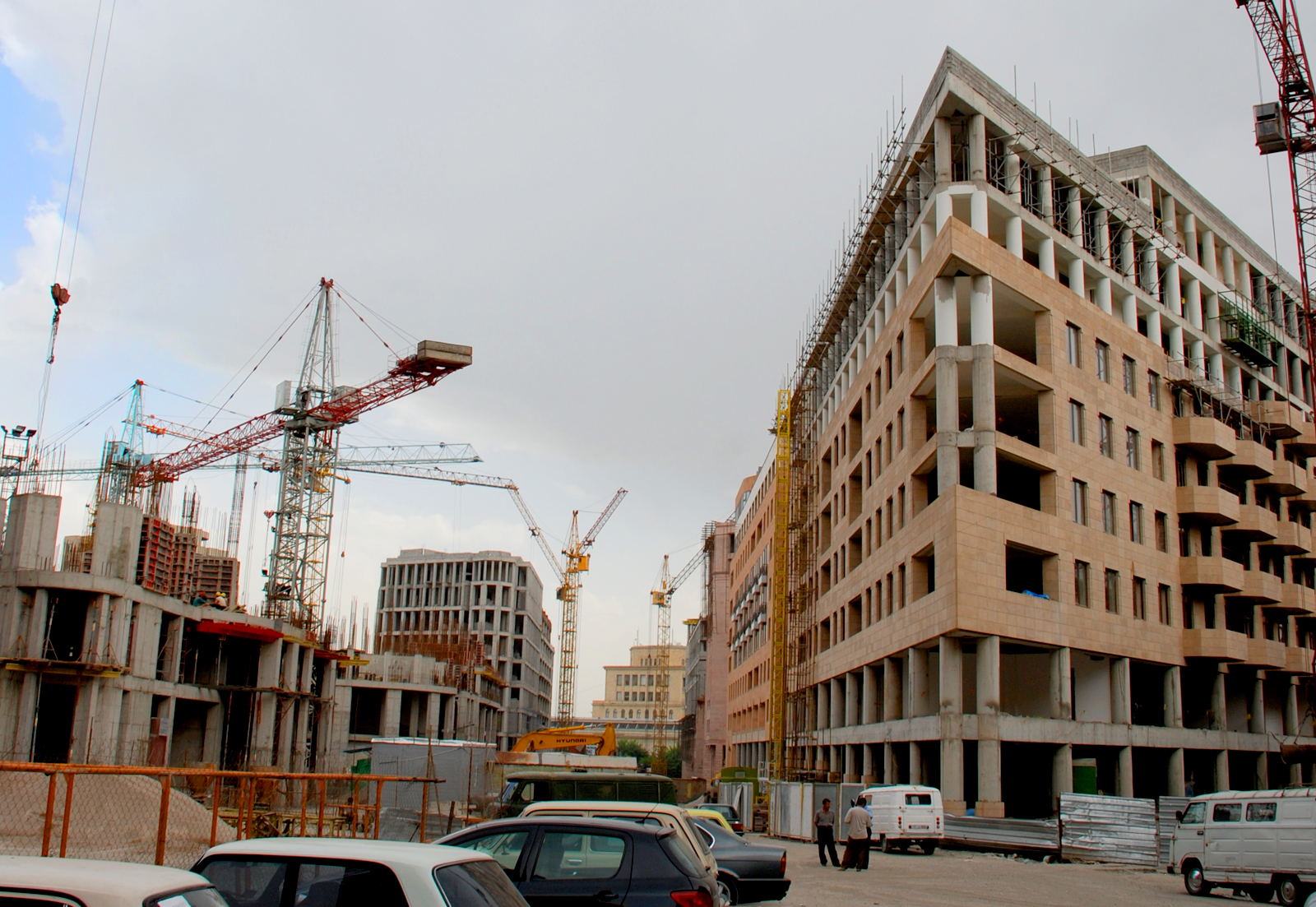
Chantier de l'avenue du Nord - 27 mai 2007.
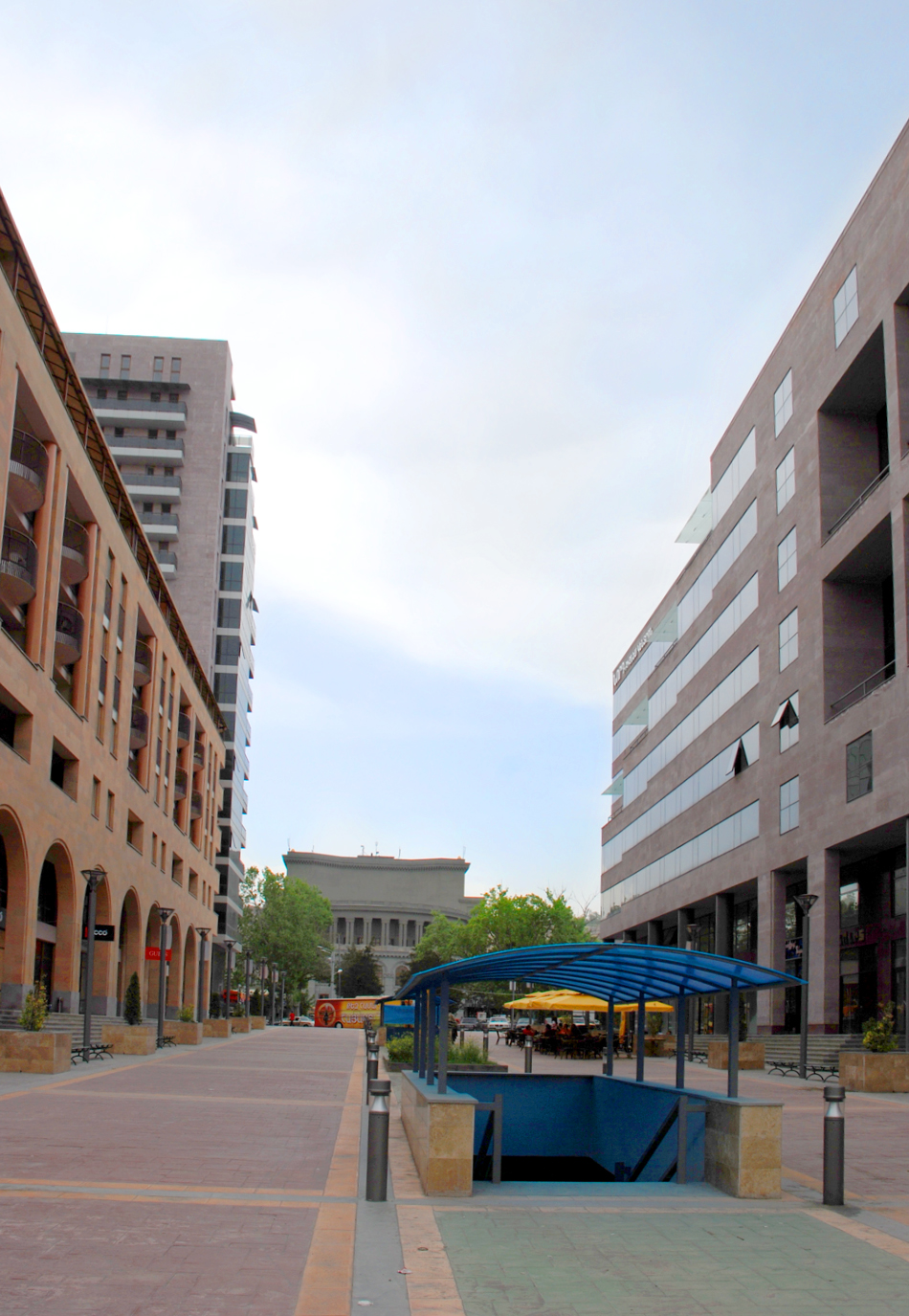
L'avenue du Nord et l'Opéra au fond - 27 mai 2007.